# Гебефренія
Гебефрéнія (дав.-гр. ἥβη — юність, статеве дозрівання, дав.-гр. φρήν — розум, душевне, психічне захворювання) — один із підтипів шизофренії, який проявляється в безглуздій поведінці, розірваності мислення і химерній мові. Вчинки хворих відрізняються придуркуватістю, театральною манірністю; можливі галюцинації. Поєднання в поведінці хворих карикатурної вишуканості з дурнуватою веселістю — одна з найхарактерніших рис гебефренії.
Розвивається в дитячому і підлітковому віці, але можливі і дорослі форми.
В американському діагностичному та статистичному посібнику по психічним розладам (DSM-III, DSM-III-R, DSM-IV і DSM-IV-TR) носить назву «шизофренія дезорганізованого типу» (дезорганізована шизофренія).

## Історія
Вперше монографія з описом «гебефренічної парафренії» була описана в 1871 році учнем Карла Людвіга Кальбаума Евальдом Геккером (англ.), але видана була лише в 1985 році французькою мовою. В даній роботі це порушення описувалося наступним чином:
Виникнення в період настання статевої зрілості... Швидкий перехід в стан психічної слабкості і гостра форма кінцевої тупості, ознаки якої можна було розпізнати на перших стадіях захворювання
В 1893 році Е. Крепелін визначає ідентичність «гебефренної парафренії», яка була описана Геккером і «démence précoce» Б. Мореля. В цей час вперше в літературі з'являється термін «demetia praecox», але відноситься лише до гебефренії. Лише в 1898 році на Гейдельбергському конгресі dementia praecox була визнана Крепеліним, як група з трьох ендогенних процесів, що ослаблють розум (в кататонічній, параноїдній і гебефренічній формах).
Це психічне порушення було названо в честь Геби, богині юності в давньогрецькій міфології. В американському діагностичному і статистичному посібнику з психічних розладів другого видання (DSM-II) була категорія «шизофренія гебефренічного типу». В DSM-III вона була перейменована в шизофренію дезорганізованого типу. При цьому ніяких пояснень такого перейменування не було.

## Опис
Існує 3 найбільш характерні риси цього психічного розладу. Вони проявляються в:
1. Виражена згладженість і неадекватність емоцій протягом тривалого часу.
2. Нецілеспрямована поведінка, яку можна характеризувати як дурнуватість.
3. Розірваність мови, що свідчить про порушення мислення.

Дебют захворювання відбувається в 15-25 років. Захворювання характеризується дурнуватістю, неадекватно збудженим настроєм, манірністю і маячними ідеями.
Можуть виникати епізоди злобного збудження, які призводять до агресивної поведінки. Іноді виникають іпохондричні скарги.
Від звичайного інфантилізму відрізняється безглуздою і непристойною поведінкою, беззмістовністю настрою і необґрунтованістю вчинків.
Аффект неадекватний і неглибокий.
Можуть бути присутні марення і галюцинації, але вони не повинні бути домінантними в клінічній картині. Можливі симптоми метафізичної інтоксикації: поверхневе захоплення релігією, теоретичними науками (наприклад, філософією) і іншими абстрактними теоріями.
З прогресуванням захворювання поведінка таких хворих стає безцільною і безглуздою, оскільки втрачаються цілі та потяги.